# Adam Petrouš
Adam Petrouš (ur. 19 września 1977 w Pradze) – były czeski piłkarz występujący na pozycji obrońcy.
Petrouš wystąpił w czterech meczach reprezentacji Czech, lecz nie zdobył żadnej bramki. W 2000 roku zdobył srebrny medal młodzieżowych mistrzostw Europy. Uczestniczył w igrzyskach olimpijskich w Sydney.
Jego brat Michal również był piłkarzem i występował w m.in. w Slavii Praga i w Bohemians 1905, a obecnie jest trenerem.